# 德州高级师范学校

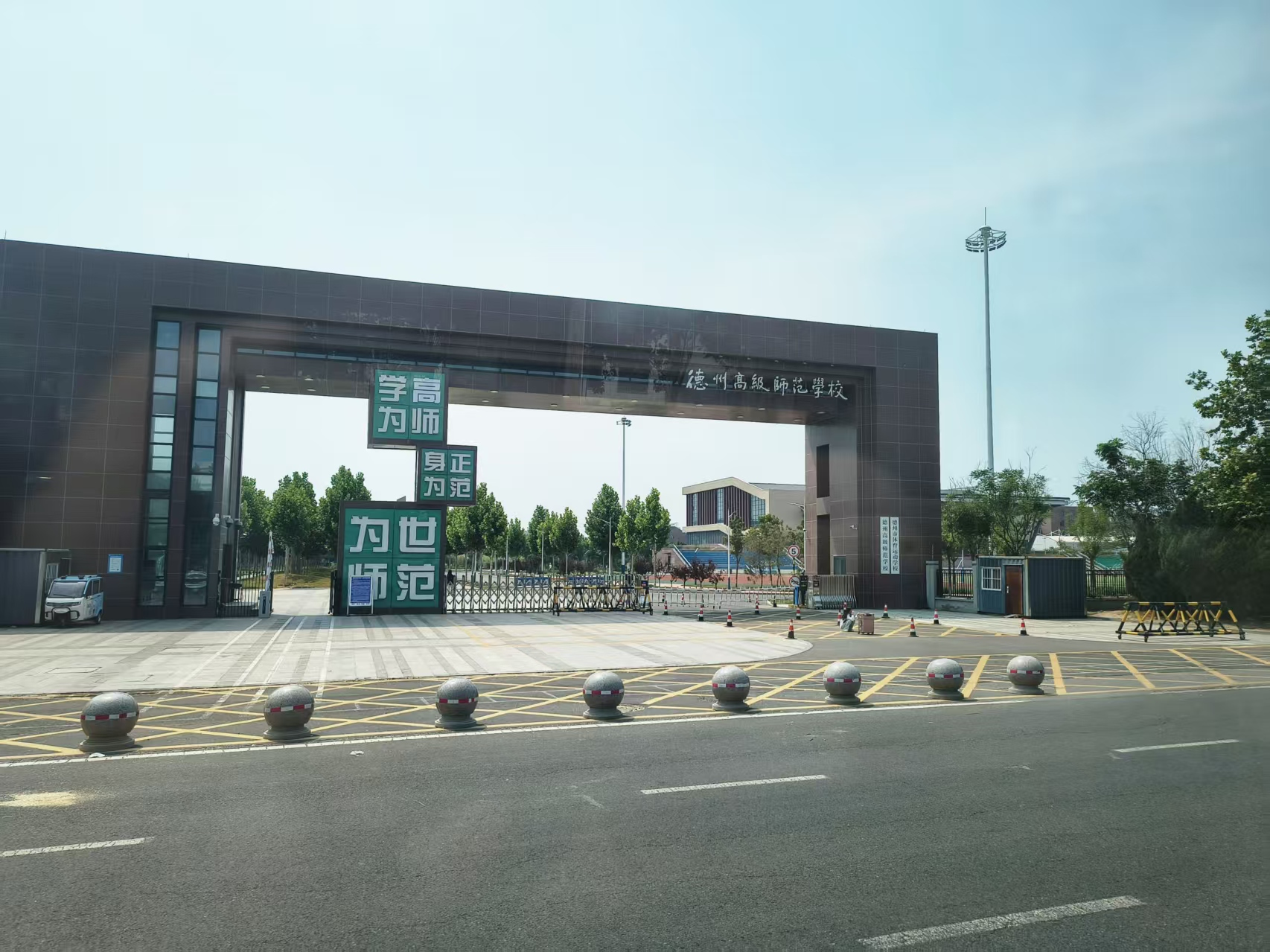

德州高级师范学校是一所位于中国山东省德州市的公立师范学校。校址位于德州市天衢新区。2022年由平原师范学校、临邑师范学校、德州市幼儿师范学校合并而成，并搬迁新址。学校设置5年制专科专业，毕业可取得德州学院专科毕业证书。